# Subercaseaux
Subercaseaux är ett bergspass i Antarktis. Det ligger i Västantarktis. Argentina, Chile och Storbritannien gör anspråk på området.
Terrängen runt Subercaseaux är huvudsakligen kuperad, men den allra närmaste omgivningen är platt. Havet är nära Subercaseaux åt nordväst. Trakten är glest befolkad. Närmaste befolkade plats är Gonzalez Videla Station, 12,3 kilometer öster om Subercaseaux. 